# Frederick Seitz
Frederick Seitz (n. San Francisco, 4 de julio de 1911 – m. Nueva York, 2 de marzo de 2008) fue un físico estadounidense y un pionero de la física del estado sólido.
Seitz fue el presidente de la Rockefeller University y presidente de la Academia Nacional de Ciencias de Estados Unidos entre 1962 y 1969. También recibió la National Medal of Science y la Medalla de Servicio Público Distinguido de la NASA, entre otras distinciones. Fundó el Frederick Seitz Materials Research Laboratory en la Universidad de Illinois, Urbana–Champaign, además de varios otros laboratorios de investigación sobre materiales a lo largo del país. Seitz también fue el primer director del George C. Marshall Institute, una consultora de la industria del tabaco y un notable escéptico en el tema del cambio climático.

## Biografía
Seitz nació en San Francisco el 4 de julio de 1911, y se graduó de la Escuela Secundaria Lick-Wilmerding a la mitad de su último año. Luego estudiaría física en la Universidad de Stanford, obteniendo su licenciatura en tres años y graduándose en 1932. Se casó con Elizabeth K. Marshall el 18 de mayo de 1935.
Seitz murió el 2 de marzo de 2008 en Nueva York.
Tuvo un hijo, tres nietos y cuatro bisnietos.

## Trayectoria académica
Luego de sus estudios de posgrado, Seitz continuó trabajando en física de estado sólido, publicando The Modern Theory of Solids en 1940, motivado por su deseo de "escribir una descripción cohesionada de los varios aspectos de la física de estado sólido para poder dar al campo el tipo de unificación que se merecía". The Modern Theory of Solids ayudó a unificar y comprender las relaciones entre los campos de la metalurgia, cerámica y electrónica. También fue consultor de muchos proyectos relacionados con la Segunda Guerra Mundial en metalurgia, daños por radiación a sólidos y electrónicos entre otros. Él, junto con Hillard Huntington, hizo el primer cálculo de las energías de formación y migración de espacios vacíos e intersitiales en el cobre, inspirando muchos trabajos sobre defectos puntuales en metales. El alcance de sus trabajos publicados varió significativamente, también cubriendo la "espectroscopía, luminiscencia, deformación de plásticos, efectos de la irradiación, física de los metales, autodifusión, defectos puntuales en los metales e insuladores, y política científica".
En los inicios de su carrera académica, Seitz fue parte de la facultada de la Universidad de Rochester (1935–37) y luego de un paso como físico investigativo en los Laboratorios de General Electric (1937–39) pasó por la Universidad de Pensilvania (1939–1942) y luego el Carnegie Institute of Technology (1942–49).
Entre 1946 y 1947, Seitz fue el director del programa de entrenamiento en energía atómica en el Oak Ridge National Laboratory. Fue designado profesor de física en la Universidad de Illinois, Urbana-Champaign, en 1949, convirtiéndose en el director del departamento en 1957 y decano y vicepresidente de investigación en 1964. Seitz también fue asesor de la OTAN. Entre 1962 y 1969 Seitz fue presidente de la Academia Nacional de Ciencias de Estados Unidos (NAS), a tiempo completo desde 1965. Como presidente de la NAS creó la Universities Research Association]], la cual contrató a la Comisión de Energía Atómica para la construcción del mayor acelerador de partículas del mundo en ese entonces, el Fermilab.
Fue el presidente de la Rockefeller University entre 1968 y 1978, y durante ese tiempo ayudó a lanzar nuevos programas de investigación en biología molecular, biología de las células y neurociencia, al igual que creó un programa de MD-PhD conjunto con Universidad de Cornell. Se retiró de la Universidad Rockefeller en 1979, cuando fue nombrado Presidente Emérito.

## Como consultor
Luego de que Seitz publicara un estudio sobre el oscurecimiento de los cristales, DuPont le pidió en 1939 que les ayude con un problema que estaban teniendo con la estabilidad de chrome yellow. Participó de lleno en las investigaciones de la empresa. Entre otras cosas, investigó el posible uso de silicon carbide no tóxico como pigmento blanco.
Seitz fue director de Texas Instruments (1971–1982) y la Akzona Corporation (1973–1982).
Poco antes de retirarse de la Rockefeller University en 1979, Seitz comenzó a trabajar como consultor permanente de la R.J. Reynolds Tobacco Company, proveyendo asesoría a su programa de investigación médica hasta 1988. Reynolds había otorgado anteriormente un "muy generoso" apoyo para su trabajo en biomedicina en Rockefeller. Seitz luego escribió que "Todo el dinero fue gastasdo en ciencia básica, ciencia médica", y resaltó la investigación financiada por Reynolds en tuberculosis y la enfermedad de la vaca loca. No obstante, estudios académicos posteriores sobre la industria del tabaco concluyeron que Seitz, quien habían ayudado a distribuir $45 millones del financiamiento para investigación de Reynolds, "jugó un rol importante... en ayudar a la industria del tabaco a generar incertidumbre sobre el impacto del cigarrillo en la salud." Según un memorándum a la industria del tabaco de 1989, Seitz fue descrito por un empleado de Philip Morris International como "muy ancianod y no lo suficientemente racional como para ofrecer asesoría."
En 1984 Seitz fue el presidente fundador del Instituto George C. Marshall, y estuvo a la cabeza de la institución hasta el 2001. El Institute fue fundado para argumentar a favor de la Iniciativa de Defensa Estratégica de Ronald Reagan, pero "en los años 1990 cambió su enfoque para convertirse en uno de los principales think tanks que tratan de desacreditar la ciencia del cambio climático". Un reporte de 1990 escrito junto con los cofundadores del Instituto, Robert Jastrow y William Nierenberg, "informó centralmente la posición de la administración del presidente Bush sobre el cambio climático producido por el hombre". El instituto también promovió el escepticismo ambiental en líneas generales. En 1994, el Instituto publicó una investigación de Seitz titulada Controversias del Calentamiento Global y el agujero del ozono: Un desafío al juicio científico. Seitz cuestió la posición de que lost CFCs "son las amenazas más grandes a la capa de ozono". En la misma publicación, comentando sobre los peligros de la inhalación secundaria de humo de tabaco, concluyó que "no existe evidencia científica fiable de que la inhalación pasiva es realmente peligrosa bajo circunstancias normales."
Seitz fue una figura central entre los escépticos del calentamiento global. Fue el científico de más alto rango entre un grupo de escépticos que, desde principios de los años 1990, disputaron fuertemente la idea de que el calentamiento global era una amenaza seria. Seitz argumentó de que la ciencia detrás del calentamiento global no era concluyente y que "definitivamente no justificaba la imposición de límites en las emisiones de gases invernadero". Seitz también puso en duda de que el calentamiento global sea antropogénico.
Seitz firmó la Declaración de Leipzig de 1995 y, en una carta invitando a científicos a firmar la petición sobre el calentamiento global del Oregon Institute of Science and Medicine, urgió a los Estados Unidos a rechazar el Protocolo de Kioto. La carta fue acompañada por un artículo de 12 páginas sobre el calentamiento global que siguió un formato casi idéntico a una contribución al Proceedings of the National Academy of Sciences, una publicación científica, incluso incluyendo una fecha de publicación ("26 de octubre") y el número de volumen ("Vol. 13: 149–164 1999"), pero no que efectivamente no era una publicación de la Academia Nacional. En respuesta, la United States National Academy of Sciences tomo lo que el New York Times llamó "la extraordinaria medida de refutar la posición de uno de sus expresidentes." La NAS también dejó en claro que "La petición no refleja las conclusiones de los reportes de expertos de la Academia."

## Obras
Seitz escribió un amplio número de libros científicos en su campo, incluyendo Teoría moderna de los sólidos (1940) y La física de los metales (1943). Más adelante coescribió libros como Teoría de la dinámica de entramado en la aproximación armónica" (1971) y Física de estado sólido. Este último, comenzó en 1955, llegó a los 60 volúmenes para 2008, siendo Seitz un editor activo del mismo hasta el volumen 38 en 1984. Luego de su retiro co-escribió un libro sobre el calentamiento global, publicado a través del George C. Marshall Institute que él dirigía. Publicó una autobiografía en 1994. Otras obras notables incluyen la biografía del físico estadounidense Francis Wheeler Loomis (1991) y el inventor canadiense Reginald Fessenden (1999), una historia de la silicona, y una historia de la National Academy of Sciences de los Estados Unidos (2007).

## Premios y reconocimiento
Seitz fue elegido a la United States National Academy of Sciences en 1952, siendo presidente de la misma entre 1962 y 1969. Recibió la Medalla Franklin (1965). En 1973 recibió la National Medal of Science "por sus contribuciones a la teoría cuántica moderna del estado sólido de la materia". También recibió el Premio al Servicio Distinguido del Departamento de Estado; el Premio al Servicio Público Distinguido de la NASA; y el Premio Compton, el máximo honor otorgado por el Instituto Estadounidense de Física. Además de la Rockefeller University, 31 universidades en los Estados Unidos y el exterior otorgaron a Seitz títulos honorarios. También fue miembro del Council on Foreign Relations.
Seitz fue miembro de la junta directiva de varias instituciones caritativas, entre ellas la John Simon Guggenheim Memorial Foundation (1976–1983) y la Woodrow Wilson National Fellowship Foundation como presidente, y el American Museum of Natural History (desde 1975) y el Institute of International Education como consejero. También fue miembro de la junta directiva del Center for Strategic and International Studies. Otros cargos en agencias internacionals y nacionales incluyen haber sido parte del Defense Science Board y director de la delegación de los Estados Unidos ante el Comité de Ciencia y Tecnología de las Naciones Unidas. También fue miembro de la junta de consejeros del Science Service, hoy en día conocido como Society for Science & the Public, entre 1971 y 1974.

## Cargos ocupados
Académicos
- Carnegie Tech, Jefe del departamento de físicaof the physics department (1946–?)[35]
- Universidad de Illinois, Profesor de física (1949–1968)[1]
- American Institute of Physics, Director (1954–1959)[1]
- Academic Press, Editor (1955–1984)[1]
- Organización del Tratado del Atlántico Norte, (1959–1960)[1]
- American Physical Society, Director (1961)[1]
- United States National Academy of Sciences, Presidente (1962–1969)[8]
- Rockefeller University, Presidente Emeritus (1968–1978)[1]
- Physica Status Solidi B, Miembro de la Junta Editorial[36]

Sector privado
- Instituto George C. Marshall Institute, Cofundador, Director (1984–2001)[18][19][20]
- Fundación Richard Lounsbery, Presidente (1995–?)[11][37]
- Science and Environmental Policy Project, Director (?–?)[38]
- Advancement of Sound Science Center, miembro del consejo directivo[39]

## Libros
- Frederick Seitz, A matrix-algebraic development of the crystallographic groups, Princeton University, 1934
- Frederick Seitz, The modern theory of solids, McGraw-Hill, 1940
- Frederick Seitz, The physics of metals, McGraw-Hill, 1943
- Robert Jastrow, William Aaron Nierenberg, Frederick Seitz, Global warming: what does the science tell us?, George C. Marshall Institute, 1990
- Robert Jastrow, William Aaron Nierenberg, Frederick Seitz, Scientific perspectives on the greenhouse problem, Marshall Press, 1990
- Frederick Seitz, Francis Wheeler Loomis: August 4, 1889 – February 9, 1976, National Academy Press, 1991
- Frederick Seitz, On the Frontier, My Life in Science (American Institute of Physics, 1994)
- Nikolaus Riehl y Frederick Seitz, Stalin’s Captive: Nikolaus Riehl and the Soviet Race for the Bomb (American Chemical Society and the Chemical Heritage Foundations, 1996) ISBN 0-8412-3310-1.

Este libro es una traducción al inglés del libro de Nikolaus Riehl Zehn Jahre im goldenen Käfig (Ten Years in a Golden Cage) (Riederer-Verlag, 1988); pero Seitz escribió una larga introducción. Contiene 58 fotografías.
- Frederick Seitz and Norman G. Einspruch, Electronic genie: the tangled history of silicon, University of Illinois Press, 1998.
- Frederick Seitz, The science matrix: the journey, travails, triumphs, Springer, 1998.
- Frederick Seitz, The cosmic inventor Reginald Aubrey Fessenden (1866–1932), American Philosophical Society, 1999
- Henry Ehrenreich, Frederick Seitz, David Turnbull, Frans Spaepen, Solid state physics, Academic Press, 2006
- Frederick Seitz, A selection of highlights from the history of the National Academy of Sciences, 1863–2005, University Press of America, 2007.